# Productores de Música de España
Музичне виробництво в Іспанії (ісп. Productores de Música de España, англ. Music Producers in Spain, PROMUSICAE) — некомерційна організація і Іспанії, в якій об'єднані іспанські члени міжнародної організації IFPI. PROMUSICAE представляє інтереси звукозаписної індустрії Іспанії.
30 квітня 2003 Antonio Guisasola став президентом організації.

## Чарти
- Top 50 songs
- Top 100 Albums chart
- Top 20 compilations chart
- Top 20 DVD Chart
- Airplay Chart

## Сертифікація
- Альбоми
  - Золото: 30 000 продаж
  - Платина: 60 000 продаж
- Сингли
  - Золото: 20 000 продаж
  - Платина: 40 000 продаж